# エルボー・バット
エルボー・バット（Elbow Bat）は、プロレス技の一種である。エルボー・パッド（Elbow Pad）とも呼ばれる。

## 概要
自身の片腕を曲げて片肘を突き出し、振り上げたり振り下ろしたりして相手に叩きつける。
力の入れ加減、タイミング、当て方によって威力も大きく変わる技であり、派生技の中にはフィニッシュ・ホールドとして使用されるものもある。主に序盤から中盤にかけて繋ぎ技として繰り出されることが多い。
三沢光晴はエルボー・バットを得意技として数種類を使い分けていた。三沢が考案またはアレンジした派生技もある。また、杉浦貴、丸藤正道、菊地毅、鈴木鼓太郎、クリス・ヒーロー、原田大輔、清宮海斗、潮崎豪など三沢の後輩、弟子筋をはじめ、三沢の影響を受けて意識的に使用するレスラーもいる。
エルボー・バットは書籍『プロレス年鑑 1971年度版』（東京スポーツ新聞社）によると反則である。一方、書籍『ザ・ストロング・スタイル』（山本小鉄）の章「過酷なる<技>大研究」によると上腕部や前腕部で打てば反則とならず関節部分で打つと反則となる。同著に掲載された「日本プロレスリング・コミッション認定プロレスリング競技規約」では肘の鋭角的な攻撃が反則となっている。

## 派生技

### ランニング・エルボー
助走しながら片腕を振りかぶって相手の頭部にエルボー・バットを叩き込む。さまざまなエルボー攻撃を用いた三沢光晴が、フィニッシュ・ムーブとして多用した技である。
他の主な使用者は杉浦貴、田中将斗、本間朋晃、入江茂弘、菊地毅、鈴木鼓太郎、潮崎豪。

### ローリング・エルボー
スピニング・エルボーとも呼ばれる。相手と向かい合い、右足を軸にして体を左方向へと捻って半身の体勢になったところで軸足を左足に切り替え、更に捻りを加えて相手に背を向けた状態になって体を軽くジャンプさせ、再び軸足を右足に切り替えて左方向へと捻って左足で踏み込みながら、打ち出した右腕で相手の顔面に肘を叩き込む。逆回転してバックハンド・エルボーを繰り出す形もある（後述）。クリス・ヒーローは相手の背後に回り首を取り、ネックブリーカーのような体勢にしてから、その体勢のまま相手の頭部にローリング・エルボーを放つことがある。また、相手をロープに振って相手がロープにリバウンドした瞬間を狙ってローリング・エルボーを放つこともある。
他の主な使用者は三沢光晴、田中将斗、小島聡、鈴木鼓太郎、原田大輔、潮崎豪、オースチン・エリーズ（ディスカス・ファイブアームの名称で使用）。

### フライング・エルボー
海外ではフライング・フォアアームと呼ばれている。相手に向かってジャンプして跳びながら、顔面にエルボー・バットを叩き込む。イワン・プトスキーはポーリッシュ・ハンマー、マニー・フェルナンデスはフライング・ブリトーの名称で使用。
他の主な使用者は三沢光晴、棚橋弘至、ティト・サンタナ、ショーン・マイケルズ、潮崎豪、内藤哲也。

### ダイビング・エルボー
コーナー最上段からジャンプして立っている相手の顔面にエルボー・バットを打ちぬく。三沢光晴は数回であるが空中で錐揉み回転を加えながら放つスクリュー・エルボーも披露したことがある。

### スライディング・エルボー
尻餅をついた相手の正面にあるロープに跳んで助走してスライディングをするように体を滑らせながら右腕を振り抜いて相手の顎にエルボー・バットを叩き込む。
主な使用者は田中将斗（スライディングDの名称で使用）、三沢光晴（2006年頃より、ここ一番で使用していた後に胴田貫（どうたぬき）と称した）。
田中はロープワークを活かしたスピーディーな助走から決めるのに対して三沢は少し離れた位置から短い助走から倒れ込むように決めて、その際に後頭部や側頭部を狙うことが多い。

### ワン・ツー・エルボー
ダブル・エルボーとも呼ばれる。左肘で相手の右側頭部にエルボー・バットを打ち込み、右肘で相手の左側頭部にエルボー・バットを叩き込む。
主な使用者は三沢光晴、川田利明、小島聡、田中将斗、鈴木鼓太郎、潮崎豪。

### マシンガン・エルボー
ショート・エルボーとも呼ばれる。至近距離から小刻みに連射して相手の顔面にエルボー・バットを叩き込む。相手の後頭部を片手で掴んで繰り出す場合が多い。
主な使用者は三沢光晴、菊地毅、鈴木鼓太郎。

### マウント・エルボー
相手に馬乗りの状態で相手の頭部を片手で抱えてエルボー・バットを叩き込む。
主な使用者は三沢光晴、杉浦貴、バロン・コービン。

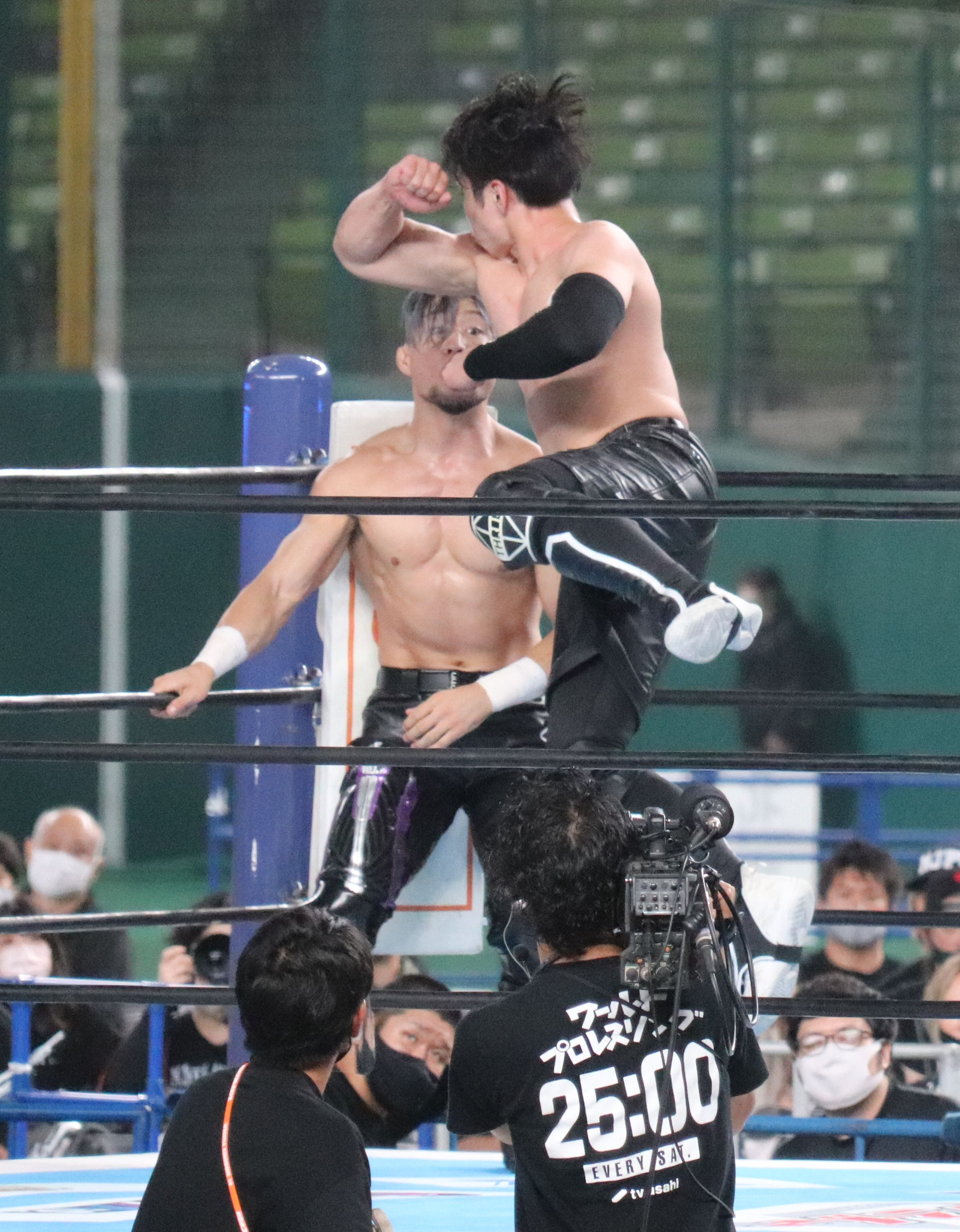
YOHによるエルボー・アタック（ジャンピング式）。

### エルボー・アタック
コーナーにもたれかかっている相手に助走して相手の顔面にエルボー・バットを叩き込む。また、ジャンピング式やバック式もある。
主な使用者は三沢光晴、小島聡、田中将斗、本間朋晃、ザック・ライダー。

### バックハンド・エルボー
背後にいる相手に折り曲げた肘を叩きつける。バック・エルボーとも呼ばれる。相手にバックを取られた際の返し技や、走ってくる相手へのカウンターとして使用される。
ブラックジャック・マリガンやランディ・タイラーは、相手をロープに飛ばしてジャンピング式で放つバックハンド・エルボーを得意技としていた。
クリス・ジェリコは、ローリング式をジュダス・エフェクトの名で使用。

### バック・スピン・エルボー
バック・ローリング・エルボーとも呼ばれる。後方へと旋回（ローリング・エルボーとは逆の方向）して相手の顔面をバック・エルボーで殴り飛ばす。

### ハンド・スプリング・エルボー
TAJIRIのオリジナル技。相手からロープに振られた時にロープ近くで倒立して両腿の裏をロープに接触させて反動をつけて下半身を前へと倒して両足を着地させて上半身を起こして相手の背中を向けた状態で立ち上がって後ろに飛び退くようにジャンプしながら右腕を折り畳み、背後に追っていた相手の顔面をバック・エルボーを叩き込む。
他の主な使用者はカズ・ハヤシ、鈴木鼓太郎（ビットの名称で使用）。

### スペース・ローリング・エルボー
武藤敬司のオリジナル技。相手の体をコーナーにハンマースルーして、それを追いかけるように自身も助走してリング中央付近で側転し、相手に背中を向ける体勢で着地した後、後ろに飛び退くようにジャンプしてコーナーに寄りかかる相手にバックハンド・エルボーを放つ。外国人ではティム・ホーナー、女子選手では天咲光由と上原わかなが使い手。これと同型の技にはコーナー外で放つトペ・レベルサがある。

### エルボー・スタンプ
エルボー・スタッブ、ハンマー・エルボーとも呼ばれる。主に頭部、背面、肩口、鼻っ柱などに鍵型に曲げた肘を、上から振り下ろして突き刺すように打ち込む。両腕を糸を巻くように回転させてから打ち込むダスティ・ローデスのエルボー・スタンプは、バイオニック・エルボーと呼称されている。
主な使用者はジョニー・バレンタイン、ジョニー・パワーズ、ローデス、ディック・マードック、スタン・ハンセン、グレッグ・バレンタイン、ディック・スレーター、コルト"Boom Boom"カバナ、アントーニオ本多。ブレット・ハートはコーナーポスト2段目から放つダイビング式を使用。スレーターはコーナー最上段から放つこともあった。

### エルボー・スマッシュ
向かい合った相手の頭に、肘を突き出すように片腕を折り曲げ、折り曲げた片腕を振りかぶって、下から上へ突き上げるように肘を打ち込む。主に頭部（特に顎など）を狙って繰り出されるため、アッパー・エルボーとも呼ばれる。ジャンボ鶴田は腹部に繰り出す形も使用。
ビル・ロビンソン、ワイルド・アンガス、ピート・ロバーツ、レス・ソントン、トニー・セント・クレアー、ウィリアム・リーガルなど英国出身の選手が多用したことから、ヨーロピアン・アッパー・カットとに呼ばれている。ナイジェル・マッギネス、ダグ・ウイリアムスも、この名称で使用し、コーナー上から立っている相手に対して飛んでいって繰り出すダイビング式も使用。また、ドリー・ファンク・ジュニアはロビンソンとの幾度との対戦から、この技を自分のものとした。そのため、ドリーの門下生にも使用者が多い。
他の主な使用者は豊登、木戸修、三沢光晴、大森隆男、西村修、ケンドー・カシン、金丸義信、セザーロ、Kzy。

### エルボー・スイシーダ
三沢光晴のオリジナル技。相手を場外に落としたあとトペ・スイシーダの要領で場外へとダイブして場外にいる相手の顔面に体ごとぶつけるエルボー・バットを叩き込む。
他の主な使用者は鈴木鼓太郎、サモア・ジョー。